# Sühnebefehl (OKW)
Mit dem Sühnebefehl (888/41) erließ Generalfeldmarschall Wilhelm Keitel für das Oberkommando der Wehrmacht am 16. September 1941 die Weisung an die Truppe, für jeden aus dem Hinterhalt getöteten deutschen Soldaten 50–100 Zivilpersonen hinzurichten. Der Sühnebefehl führte zu Geiselnahmen unter der Zivilbevölkerung (speziell Kommunisten, Juden und Zigeunern) und war ein Element des Holocaust und des Porajmos. Keitel wurde u. a. für diesen verbrecherischen Befehl im Nürnberger Prozess gegen die Hauptkriegsverbrecher zum Tode verurteilt und hingerichtet.

## Entstehung
Seit 1940 gab es an verschiedenen Kriegsschauplätzen von deutscher Seite Geiselerschießungen als Repressalien. Im Herbst 1941 wurde die Missachtung des Kriegsrechts vom OKW auf Weisung Hitlers im Sühnebefehl zusammengefasst:

„a) Bei jedem Vorfall der Auflehnung gegen die deutsche Besatzungsmacht, gleichgültig wie die Umstände im einzelnen liegen mögen, muß auf kommunistische Ursprünge geschlossen werden.
b) Um die Umtriebe im Keime zu ersticken, sind beim ersten Anlaß unverzüglich die schärfsten Mittel anzuwenden, um die Autorität der Besatzungsmacht durchzusetzen und einem weiteren Umsichgreifen vorzubeugen. Dabei ist zu bedenken, daß ein Menschenleben in den betroffenen Ländern vielfach nichts gilt und eine abschreckende Wirkung nur durch ungewöhnliche Härte erreicht werden kann. Als Sühne für ein deutsches Soldatenleben muß in diesen Fällen im allgemeinen die Todesstrafe für 50-100 Kommunisten als angemessen gelten. Die Art der Vollstreckung muß die abschreckende Wirkung noch erhöhen.“

Am 28. September 1941 erweiterte General Keitel seinen Sühnebefehl: Für Geiselerschießungen konnten auch „nationalistische und demokratisch-bürgerliche Kreise“ verhaftet und für Exekutionen bereitgestellt werden.
Am 1. Oktober 1941 befahl Keitel den militärischen Kommandeuren, stets Geiseln in Bereitschaft zu halten, damit sie bei Überfällen auf Soldaten hingerichtet werden könnten.

## Hintergrund
Auf dem zerklüfteten Gebiet des Balkan standen nach dem Überfall auf die Sowjetunion in der zweiten Jahreshälfte 1941 nur relativ kampfschwache Verbände der Achsenmächte. Gleichzeitig verstärkte sich die Partisanentätigkeit, weil die Stillhaltestrategie des kommunistischen Untergrunds entfiel. Die Teilnahme einzelner Juden an den von der Kommunistischen Partei Jugoslawiens geführten Widerstandsaktionen lieferte dabei einen willkommenen Vorwand, unter kollektiver Gleichsetzung von Juden mit Kommunisten und Partisanen gerade die jüdische Bevölkerung zu ermorden. Die Wehrmacht reagierte wie in Russland mit der Erschießung meist jüdischer Geiseln. Vor diesem Hintergrund forderte Hitler mit der Führerweisung Nr. 31a vom 16. September 1941 den Wehrmachtsbefehlshaber Südost Feldmarschall Wilhelm List auf, die Aufstandsbewegung im Südostraum mit schärfsten Mitteln niederzuschlagen.

## Umsetzung

### Belgien
Der Militärbefehlshaber für Belgien und Nordfrankreich Alexander von Falkenhausen autorisierte in Übereinstimmung mit dem Sühnebefehl am 19. September 1941 die Tötung von mindestens fünf Geiseln je getötetem Soldaten, wenn der Täter nicht ermittelt werden könne. Am 16. September 1942 beschwerte sich Falkenhausen bei Keitel, dass die Maßnahme statt einer abschreckenden Wirkung eher das Vertrauen der Bevölkerung für Recht und Sicherheit beschädige und den Hass auf die Besatzungsmacht schüre. Das Geiselsystem wurde aber nicht beendet.

### Frankreich
Der Militärbefehlshaber Frankreich Otto von Stülpnagel stellte sich zunächst gegen Massenexekutionen in Frankreich, musste aber Ende 1941 nach mehreren Aktionen des französischen Untergrunds einlenken und ließ 95 Geiseln hinrichten. Am 5. Februar 1942 meldete er sich krank und ließ sich von seinem Posten ablösen. Beim Nürnberger Prozess wurden für Frankreich 29.660 erschossene Geiseln angeführt.

### Slowenien
Auch in den ab Mai 1941 unter deutscher Zivilverwaltung stehenden Gebieten Sloweniens („Oberkrain“, „Untersteiermark“) wurden als Folge von Partisanenattentaten häufig Sühnegeiseln nach Quotensystem exekutiert. Diese nachträglich von der Sicherheitspolizei/SD angeordneten Erschießungen wurden durch zweisprachige Plakate zwecks Abschreckung veröffentlicht, daher gibt es diesbezügliche Nachweise in slowenischen Archiven. Angegeben sind jeweils der Grund der Vergeltung und die Namen wie Geburtsorte der exekutierten Geiseln. Sie wurden entweder am Ort des Attentats oder im Gestapo-Gefängnis Begunje/Vigaun hingerichtet. In der „Oberkrain“ wurden die meisten dieser Sühnegeiseln (=verhaftete Partisanen) vom April bis Ende Juli 1942, vom März bis Juli 1943 und vom Dezember 1944 bis Mitte Februar 1945 exekutiert.

### Serbien

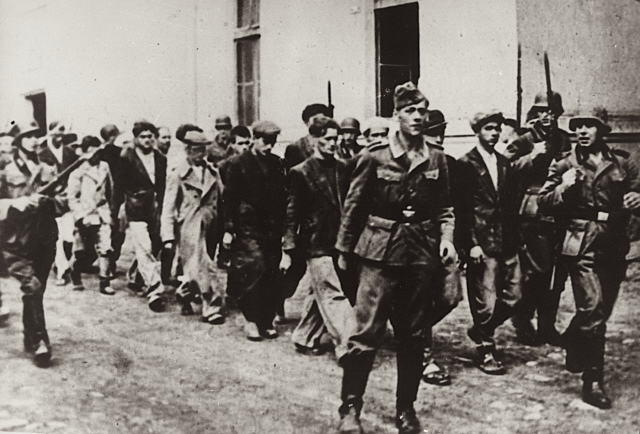
Wehrmachtsoldaten führen Männer zur Exekution, Kragujevac, Serbien, 21. Oktober 1941

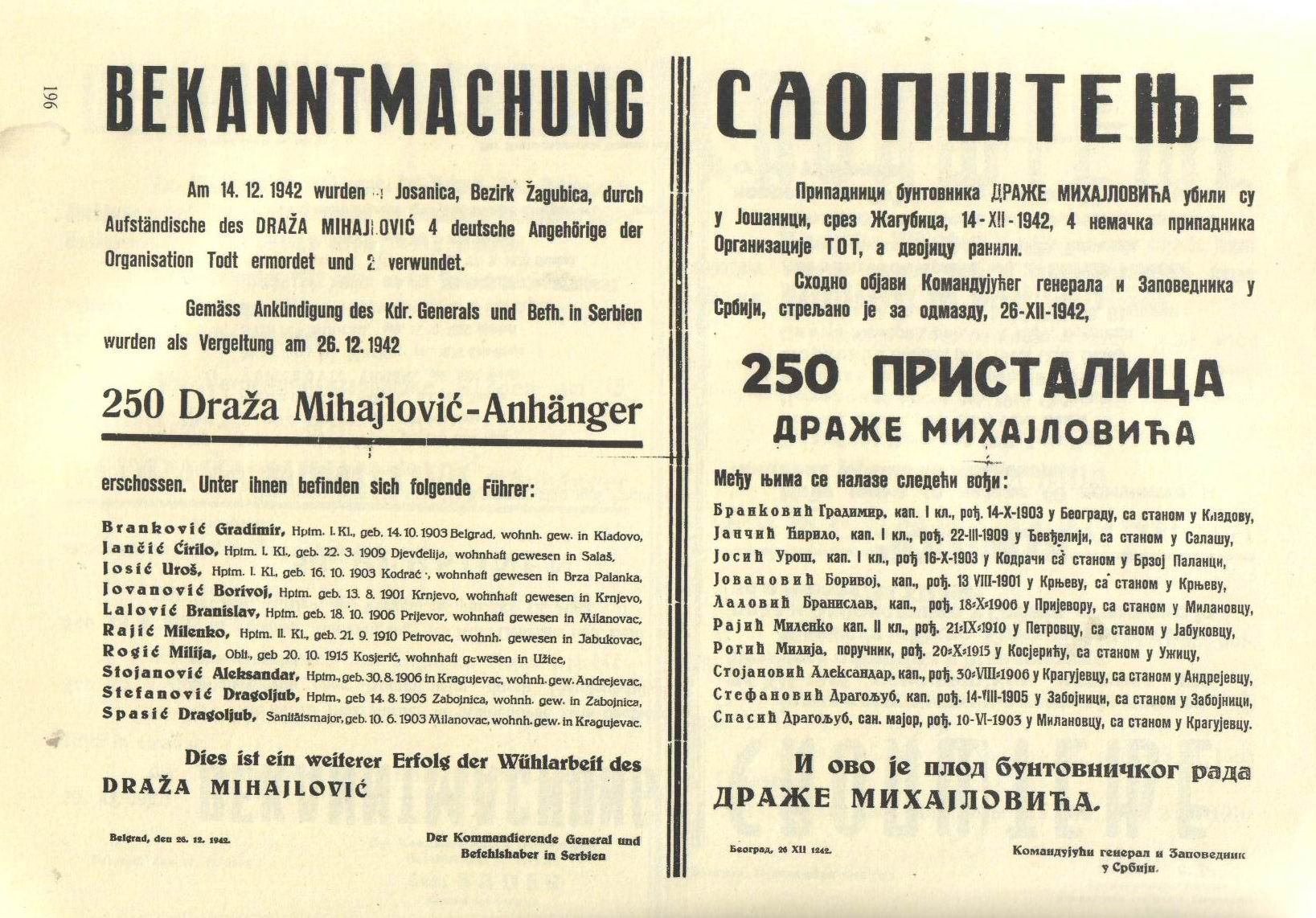
Bekanntmachung der Hinrichtung von 250 Geiseln, Kommandierender General in Serbien, 26. Dezember 1942

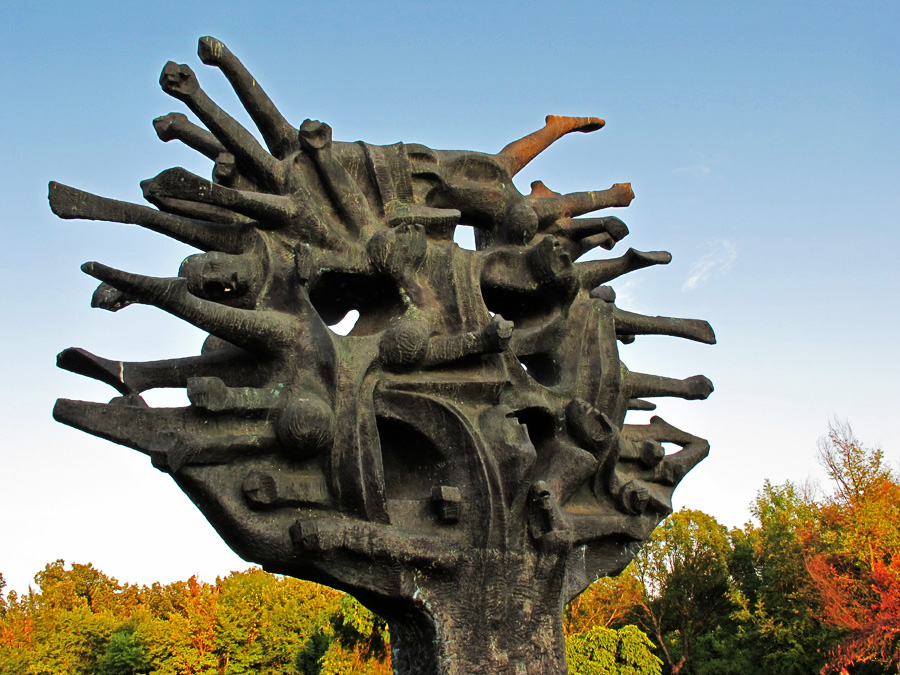
„Hundert für Einen“-Skulptur im Šumarice-Gedenkpark

Die erste Umsetzung des Sühnebefehls von General Keitel erfolgte in Serbien nach einem Partisanenüberfall auf eine Einheit des Armeenachrichtenregiments bei Topola am 2. Oktober 1941. Zwei Tage später ordnete General Franz Böhme an, als „Sühne“ für die 21 toten Wehrmachtsangehörigen (ein weiterer erlag erst später seinen Verletzungen) 2100 Gefangene der Konzentrationslager in Šabac und in Belgrad (Banjica, Sajmište) durch Exekutionskommandos zu erschießen. Mit der Bereitstellung der Geiseln (Auswahl) beauftragte er den Chef der Militärverwaltung Harald Turner, der bereits vorher die Ermordung von Juden und Roma in Serbien betrieben hatte. Die Exekutionskommandos hatten die 342. Division (Sabac) und die Korpsnachrichtenabteilung 449 (Belgrad) zu stellen. Bei dieser ersten großen Vergeltungsaktion wurden mehr Menschen exekutiert als in den Monaten ab dem Überfall und der Besetzung (April 1941).
In seiner Eigenschaft als Bevollmächtigter Kommandierender General in Serbien gab Franz Böhme kurz darauf (10. Oktober 1941) die Befehle aus Berlin vom 16. September und 28. September 1941 als generelle Anordnung an alle Truppen in Serbien weiter: „rücksichtslose Niederwerfung des serbischen Aufstandes“ (Punkt 1); mittels „schlagartiger Aktionen“ sollten „alle Kommunisten, als solche verdächtige männliche Einwohner, sämtliche Juden, eine bestimmte Anzahl nationalistischer und demokratisch gesinnter Einwohner“ festgenommen werden, alle wurden informiert, dass sie als „Geiseln“ im Gefängnis saßen (Punkt 2);  bei Verlusten von Soldaten oder Volksdeutschen hatten die jeweils betroffenen oder zuständigen Kommandeure umgehend die sofortige „Erschießung von Festgenommenen“ nach der Quoten 1: 100  bzw. bei Verwundeten nach der Quote 1:50 anzuordnen (Punkt 3); die Geiseln waren zur Abschreckung am Tatort zu erhängen oder zu erschießen (Punkt 5); umkämpfte Ortschaften waren niederzubrennen, ebenso Häuser, aus denen geschossen wurde (Punkt 6).
In den nachfolgenden Monaten wurden viele Serben als Geiseln inhaftiert, vor allem Kommunisten und sämtliche Juden. Es kam zu einer Verschränkung von verbrecherischer Besatzungspraxis der Geiselerschießung mit der rassistischen Vernichtungslogik, sodass Serbien Ende 1942 als judenfrei gemeldet wurde.
Nach einer Rüge des WKO betreffend Partisanenbekämpfung in Serbien meldete General Paul Bader dem Militärbefehlshaber Südost (General Kuntze) für den Zeitraum 1. September 1941 bis 12. Februar 1942, dass in seinem Bereich 7.756 Partisanen im Kampf, weitere 20.149 „Personen“ im Zuge von Sühneexekutionen getötet wurden. Da die Kriegsindustrie dringend Zwangsarbeiter brauchte, wurde ab Frühjahr 1942 jenen Partisanen, die sich freiwillig ergaben, die Verschickung als Gastarbeiter anstelle der Exekution angeboten. Sie kamen zuerst in ein KZ und wurden dann in Züge Richtung Norden verfrachtet.
Während des Zweiten Weltkriegs wurden schätzungsweise 41.000 bis 45.000 Personen im Zuge von Vergeltungsmaßnahmen getötet.
Im Nürnberger Nachfolgeprozess (Prozess Generäle in Südosteuropa, auch Fall 7, Hostages Trial) wurden die Generäle Wilhelm List (lebenslänglich), Lothar Rendulic (20 Jahre), Walter Kuntze (lebenslänglich), Hubert Lanz (12 Jahre), Ernst Dehner (sieben Jahre) verurteilt, kamen aber bald darauf frei. Franz Böhme entzog sich der Verurteilung durch Selbstmord. General Paul Bader wurde im Oktober 1943 aus Serbien abgezogen und ging 1944 in den Ruhestand, er wurde nie belangt.

### Griechenland
Bereits vor dem Sühnebefehl des OKW vom 16. September 1941 gab der Kommandeur des XI. Fliegerkorps Kurt Student am 31. Mai 1941 für Kreta die Weisung aus, tote deutsche Soldaten durch Erschießungen, Niederbrennungen und die „Ausrottung der männlichen Bevölkerung ganzer Gebiete“ zu vergelten. Folge waren die u. a. die Massaker Kondomari und Kandanos.
Der Sühnebefehl des OWK wurde von Wehrmachtsbefehlshaber Südost, Generalfeldmarschall Wilhelm List, am 4. Oktober 1941 für die Truppen in Griechenland weitergegeben und zuerst nur in den deutsch besetzten Gebieten (Norden um Saloniki, Athen und Umfeld, Kreta) umgesetzt, nach der Entwaffnung der Italiener ab 1943 flächendeckend. „Das Quotensystem war für die deutschen Soldaten schon bald völlig normal.“ Das größte Massaker in Griechenland von mehr als 600 Zivilisten erfolgte auf Weisung des Kommandeurs der 117. Jäger-Division, General Karl von le Suire am 13. Dezember 1943 in Kalavryta/Peloponnes, zudem wurden dutzende Dörfer niedergebrannt. Dies führte auch zu Beschwerden der kollaborierenden Regierung Ioannis Rallis und zu einer Änderung der Sühnevorgaben. In Vertretung des Militärbefehlshabers Südost (Generalfeldmarschall Maximilian von Weichs) untersagte Generaloberst Alexander Löhr am 22. Dezember 1943 den unteren Ebenen/Truppen generell, „wahllos an Personen und Wohnstätten Sühnemaßnahmen zu vollziehen.“ Anstelle von Quoten wurde jeweils einzeln und nur bei Zustimmung der Militärverwaltung über Vergeltungsmaßnahmen entschieden. Es sollten keine Zivilisten als Geiseln exekutiert werden, sondern nur mehr bereits inhaftierte Kommunisten und die von den Truppen als Partisanen und/oder Banditenverdächtige in Gefängnisse abgegebene Griechen. Diese – den griechischen Faschisten entgegenkommende – Taktik wurde in den letzten Kriegsmonaten wieder aufgehoben, beginnend auf der Halbinsel Peloponnes mit Einsetzen des Kriegsrechts am 16. Mai 1944.
Im Nürnberger Nachfolgeprozess (Prozess Generäle in Südosteuropa, auch Fall 7, Hostages Trial) wurden die Generäle zum Anklagepunkt 1 (Geiselexekutionen) verurteilt: Wilhelm List erhielt lebenslänglich, Hellmuth Felmy 15 Jahre, Hubert Lanz 12 Jahre und der Militärbefehlshaber Griechenland General Hans Speidel 20 Jahre. Sie kamen Anfang der 50er Jahre wieder frei. Die Generäle le Suire und Löhr stellte Jugoslawien vor ein Kriegsgericht, sie wurden hingerichtet.

### Sowjetunion
In der Militärverwaltung im Osten gab es kaum Bezugnahmen auf den Sühnebefehl. Dort wurde die Truppe in der zunehmenden Partisanenbekämpfung im September und Oktober 1941 durch die Führungsstellen zu immer größerer Brutalität getrieben, das Geschehen wurde aber weiterhin von den einzelnen Befehlshabern und Truppenführern bestimmt, die ihre eigenen Quoten festsetzten.

## Juristische Aufarbeitung
In der Denkschrift Das Deutsche Heer von 1920–1945 wurde für den Nürnberger Prozess gegen die Hauptkriegsverbrecher von fünf hochrangigen Generalen 1945 eine beschönigende und verharmlosende Darstellung der Wehrmacht erstellt, die dazu beitrug, das Bild der sauberen Wehrmacht in der Öffentlichkeit zu prägen. Darin wurde behauptet, der Geiselbefehl wäre einheitlich abgelehnt worden, das OKW hätte auf Untersuchung jedes einzelnen Partisanenvorwurfs bestanden und die Untersuchungen wären meist im Sande verlaufen. Nur gelegentlich seien Heereseinheiten von SS-Offizieren zum Partisanenkampf eingesetzt worden. Keitel wurde beim Nürnberger Prozess gegen die Hauptkriegsverbrecher unter anderem wegen des Sühnebefehls wie auch seines Befehls vom 1. Oktober 1941, stets Geiseln bereitzuhalten, am 1. Oktober 1946 zum Tode verurteilt.
Im Geisel-Prozess wurde festgestellt, dass der Sühnebefehl von Wilhelm List an seine unterstellten Einheiten weitergegeben wurde und sein Nachfolger Walter Kuntze an der Quote festhielt. Verschiedene angeklagte Offiziere versuchten sich mit dem Hinweis, dass sie auf Befehl handelten, zu verteidigen. Das Gericht stellte klar, dass ein Befehl zu Vergeltungsmaßnahmen mit einer willkürlich festgesetzten Quote unter allen Umständen verbrecherisch ist und dass sie dies wussten oder hätten wissen müssen und somit zur Verantwortung gezogen würden.
Walter Warlimont, der im Wehrmachtführungsstab bei der Formulierung des Befehls beteiligt war, wurde am 27. Oktober 1948 im Prozess Oberkommando der Wehrmacht verurteilt, wobei das Gericht seiner Verteidigungsstrategie, er hätte Schritte gegen die Umsetzung im ganzen Bereich der Wehrmacht unternommen, keinen Glauben schenkte, da er andererseits angegeben hatte, in einer untergeordneten Position gewesen zu sein. Weitere angeklagte Generale wurden wegen der unverhältnismäßigen Vergeltungsmaßnahmen gegen Zivilisten im gleichen Verfahren verurteilt.